# Sidi Damed
Sidi Damed è un comune dell'Algeria, situato nella provincia di Médéa.